# Jeffrey Robson
Jeffrey Ellis Robson (* 30. September 1926; † 5. September 2022) war ein neuseeländischer Badminton- und Tennisspieler. Heather Robson war bis zu ihrem Tod im Oktober 2019 seine Ehefrau.

## Karriere
Jeffrey Robson war mehr als ein Jahrzehnt lang die dominierende Persönlichkeit im neuseeländischen Herrenbadminton. Insgesamt gewann er 21 nationale Titel. International war er in Australien, Schottland und Irland erfolgreich. Auf das Ehepaar Robson zurück geht der Robson Shield genannte Teamwettbewerb der Badminton-Ozeanienmeisterschaft.

## Erfolge im Badminton
| Saison | Veranstaltung                     | Disziplin    | Platz | Name                          |
| ------ | --------------------------------- | ------------ | ----- | ----------------------------- |
| 1948   | Neuseeland: Einzelmeisterschaften | Herrendoppel | 1     | J. E. Robson / A. L. Scott    |
| 1948   | Neuseeland: Einzelmeisterschaften | Herreneinzel | 1     | J. E. Robson                  |
| 1949   | Neuseeland: Einzelmeisterschaften | Herrendoppel | 1     | J. E. Robson / A. L. Scott    |
| 1949   | Neuseeland: Einzelmeisterschaften | Herreneinzel | 1     | J. E. Robson                  |
| 1949   | Neuseeland: Einzelmeisterschaften | Mixed        | 1     | J. E. Robson / M. L. Kerr     |
| 1951   | Neuseeland: Einzelmeisterschaften | Herreneinzel | 1     | J. E. Robson                  |
| 1951   | Australien: Einzelmeisterschaften | Herrendoppel | 1     | J. E. Robson / Bert Tonkin    |
| 1951   | Australien: Einzelmeisterschaften | Herreneinzel | 1     | J. E. Robson                  |
| 1951   | Australien: Einzelmeisterschaften | Mixed        | 1     | J. E. Robson / Ethel Peacock  |
| 1951   | Neuseeland: Einzelmeisterschaften | Herrendoppel | 1     | J. E. Robson / A. L. Scott    |
| 1952   | Neuseeland: Einzelmeisterschaften | Herrendoppel | 1     | J. E. Robson / A. L. Scott    |
| 1952   | Neuseeland: Einzelmeisterschaften | Herreneinzel | 1     | J. E. Robson                  |
| 1953   | Neuseeland: Einzelmeisterschaften | Herrendoppel | 1     | J. E. Robson / A. L. Scott    |
| 1953   | Neuseeland: Einzelmeisterschaften | Herreneinzel | 1     | J. E. Robson                  |
| 1953   | Neuseeland: Einzelmeisterschaften | Mixed        | 1     | J. E. Robson / Heather Robson |
| 1954   | Irish Open                        | Herreneinzel | 1     | J. E. Robson                  |
| 1954   | Scottish Open                     | Herreneinzel | 1     | J. E. Robson                  |
| 1955   | Neuseeland: Einzelmeisterschaften | Herrendoppel | 1     | J. E. Robson / A. L. Scott    |
| 1955   | Neuseeland: Einzelmeisterschaften | Mixed        | 1     | J. E. Robson / Heather Robson |
| 1955   | Neuseeland: Einzelmeisterschaften | Herreneinzel | 1     | J. E. Robson                  |
| 1958   | Neuseeland: Einzelmeisterschaften | Herreneinzel | 1     | J. E. Robson                  |
| 1959   | Neuseeland: Einzelmeisterschaften | Herreneinzel | 1     | J. E. Robson                  |
| 1960   | Neuseeland: Einzelmeisterschaften | Herreneinzel | 1     | J. E. Robson                  |
| 1960   | Neuseeland: Einzelmeisterschaften | Mixed        | 1     | J. E. Robson / Val Gow        |
| 1961   | Neuseeland: Einzelmeisterschaften | Herrendoppel | 1     | J. E. Robson / M. Cooke       |
| 1961   | Neuseeland: Einzelmeisterschaften | Mixed        | 1     | J. E. Robson / Heather Robson |